# Walter Weinberger
Walter Weinberger (* 16. September 1942 in Iggensbach) ist ein deutscher Diplomat und seit 2003 Generalkonsul der Bundesrepublik Deutschland in Recife (Brasilien). Das Generalkonsulat ist die offizielle Vertretung der Bundesrepublik Deutschland in den Bundesstaaten Alagoas, Bahia, Ceará, Maranhão, Paraíba, Pernambuco, Piauí, Rio Grande do Norte und Sergipe.
Nach dem Abitur und sechsjähriger Tätigkeit als Soldat auf Zeit trat er 1967 in den gehobenen Dienst des Auswärtigen Amtes. Während dieser Zeit folgten Auslandsverwendungen an den Botschaften der Bundesrepublik Deutschland in Guatemala, den USA, Benin sowie in Malta.
Nach dem Eintritt in den höheren Auswärtigen Dienst 1980 folgten Verwendungen an der Botschaft in Portugal, dem Generalkonsulat Miami, von 1997 bis 2000 als Botschafter in Katar sowie zwischenzeitlich im Auswärtigen Amt in Bonn bzw. Berlin.